# Headhunterz
Headhunterz, de son vrai nom Willem Rebergen, né le 12 septembre 1985 à Veenendaal, est un DJ et producteur de musique électronique néerlandais. Anciennement appelé les Nasty D-Tuners, il s'agit d'un ancien groupe autrefois composé de Rebergen et Bobby van Putten, qui a quitté le groupe pour poursuivre ses études. Il dirige son propre label Scantraxx Reloaded, un sous-label de Scantraxx et important label de la scène hardstyle. En 2013, il crée HARD with STYLE, un autre label destiné principalement à faire découvrir de nouveaux artistes.

## Biographie

### Jeunesse et débuts
Willem Rebergen est né le 12 septembre 1985 à Veenendaal, dans la province d'Utrecht. Très jeune, Rebergen s'intéresse à la musique. Après avoir subi des brimades à l'école, Rebergen tente de se découvrir une passion et rejoint une chorale locale. De là, sa chorale chante dans un studio d'enregistrement. Cette expérience attire son intérêt pour la création musicale. En 2003, des amis lui offrent des tickets pour le festival de hardstyle Qlimax auquel ils ne pouvaient participer. Cette expérience attire son intérêt pour ce style musical.
Il fait l'achat d'une platine tourne-disques afin qu'il s'entraine à l'art du DJing, et compose en parallèle de la musique via FL Studio, un logiciel de création musicale. Rebergen commence à envoyer des démos à des labels discographiques sous le nom de Nasty D-Tuners, un duo qu'il a formé avec son ami Bobby van Putten. En 2004, les Nasty D-Tuners participent à un concours initié par les organisateurs du festival Defqon.1 et gagnent le droit de participer à leur prochaine soirée. Par la suite, Rebergen et van Putten prennent connaissance de l'ouverture du nouveau label de hard dance Hardcontrol, à Veenendaal. En 2005, un an et demi après leur performance au Defqon 2004, les Nasty D-Tuners signent à Hardcontrol Records. La même année, Rebergen et van Putten s'inscrivent dans une classe sur l'étude du DJing à la Rock Academy aux Pays-Bas.

### Scantraxx et début des Headhunterz (2006–2007)

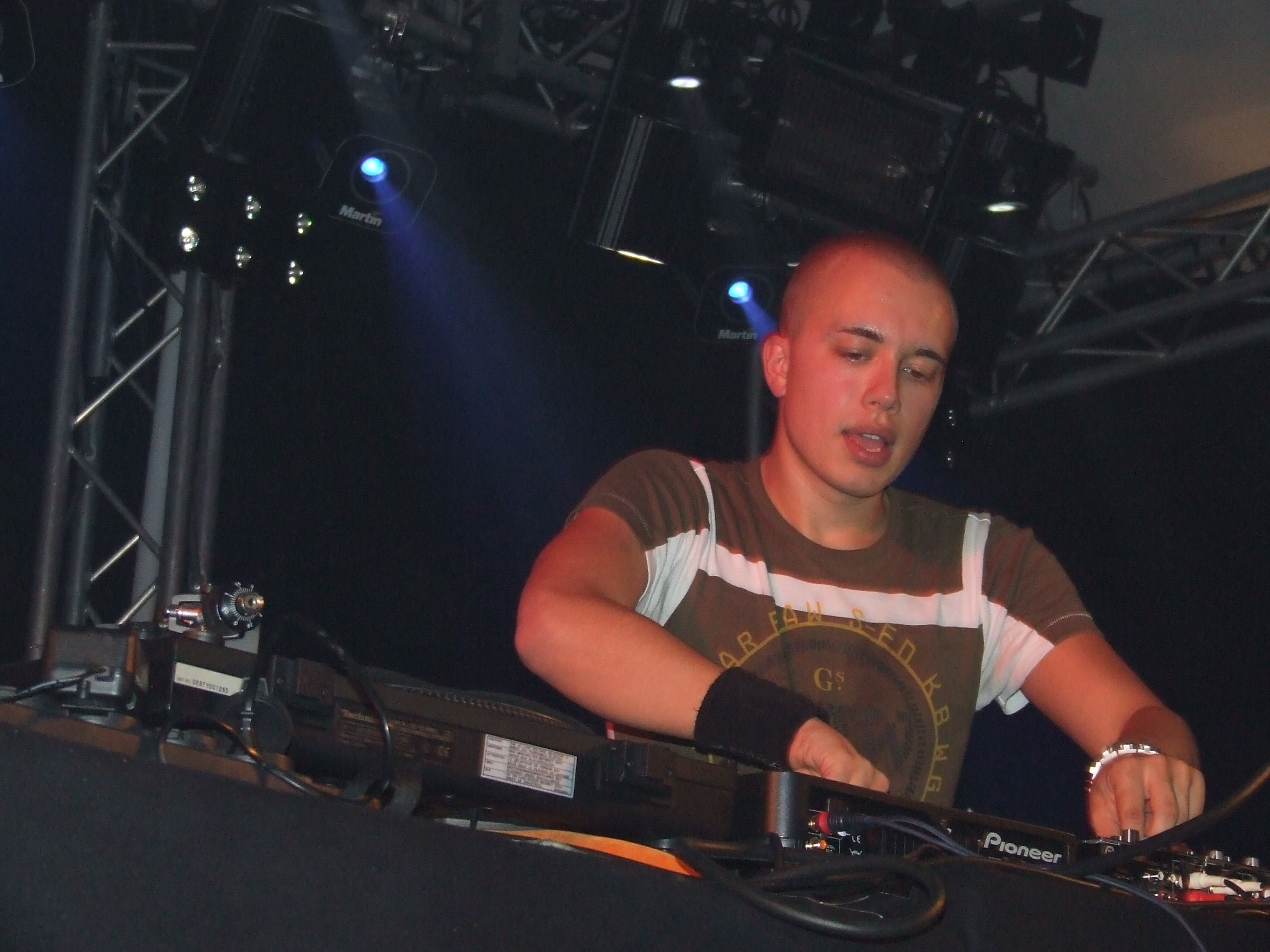
Headhunterz à Doetinchem, Pays-Bas, en 2007.

2006 assiste à la publication du premier album des Headhunterz Aiming for Your Brain/ Left Some Answers, au label Scantraxx Special. Leur premier album est suivi par un second, The Sacrifice/D-Tuned, une nouvelle fois publié sur Scantraxx Special. The Sacrifice est, selon Rebergen, leur meilleure chanson en date, à l'époque bien accueillie par le producteur The Prophet. Cependant, des problèmes commencent à surgir lorsque Rebergen s'aperçoit qu'il ne peut à la fois publier ses chansons à Scantraxx et faire ses études à la Rock Academy. Rebergen annonce à van Putten sa décision de quitter l'Academy et de se joindre très bientôt aux Headhunterz et à Scantraxx. Bobby van Putten, de son côté, décide douloureusement de quitter Rebergen, Scantraxx et Headhunterz, afin de poursuivre ses études à la Rock Academy. La première performance de Rebergen sous le nom de Headhunterz s'effectue à l'édition 2006 de Defqon.1. Par la suite, van Putten prend possession du nom des Headhunterz, et Scantraxx lui attribue son propre sous-label, Scantraxx Reloaded, qu'il pourra diriger.
2007 semble être une année à succès pour Headhunterz. Il collabore pour la première fois avec d'autres artistes de Scantraxx comme The Prophet et Abject. Hormis ces collaborations, Headhunterz se popularise en solo grâce à des titres comme Forever Az One et Rock Civilization. Headhunterz continue à se solidifier en tant que DJ hardstyle en jouant lors de soirées organisées par Q-Dance : Q-Base, ainsi que Qlimax la même année. Il a le privilège de composer l'hymne officiel de Qlimax, intitulé The Power of the Mind, en 2007. Headhunterz fera par la suite des performances en solo à Qlimax, et aux côtés de Technoboy et The Prophet.

### Project One(2008)

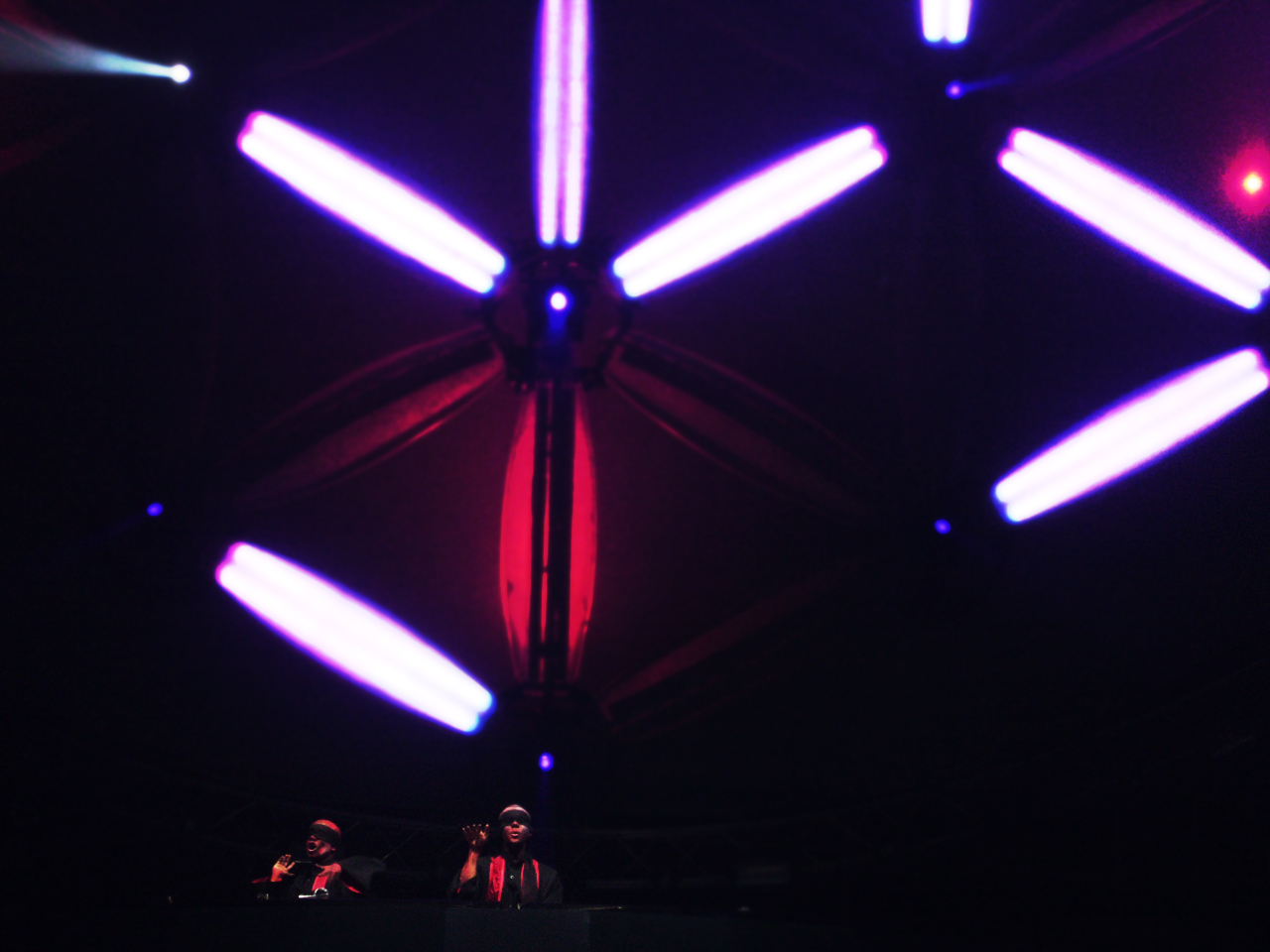
Project One à Qlimax 2008.

En 2008, Headhunterz collabore pour la première fois avec Wildstylez. Leur première publication Blame It On the Music / Project 1, sortie en mars la même année, est un succès, et tous deux décident de se lancer dans la future publication d'un nouvel album, Project One. Après trois mois, avec en moyenne une chanson achevée toutes les semaines, Headhunterz et Wildstylez finissent leur premier album composé de treize chansons, intitulé Headhunterz & Wildstylez Present : Project One. L'album était programmé pour une diffusion lors d'une soirée In Qontrol, mais cette performance est annulée lorsque Headhunterz annonce souffrir d'appendicite. L'album est alors diffusé lors de l'édition de 2008 de Defqon.1. Il est officiellement publié peu après sous formats CD et téléchargement numérique le 25 juillet 2008. Project One est très bien accueilli par la communauté hardstyle, en particulier les titres Life Beyond Earth, The Art of Creation, The Story Unfolds, Best of Both Worlds et Fantasy or Reality. Une tournée Project One suit. En parallèle à Project One, Headhunterz publie trois chansons notables intitulées Just Say My Name, Subsonic et Reloaded Part 2 au label Scantraxx Reloaded, ainsi qu'une première collaboration avec DJ Tatanka, Call It Music.

### Studio SessionsetHARDwithSTYLE(2009–2011)
En 2009, Headhunterz publie de nouvelles chansons. Parmi elles, l'hymne officiel de Defqon.1, Scrap Attack. Cette opportunité de composer un hymne permet à Headhunterz d'accéder pour la première fois au Mainstage de Defqon.1. À ce moment, Headhunterz explique avoir atteint l'un de ses buts les plus importants dans sa carrière musicale. Hormis l'hymne officiel, Headhunterz collabore à plusieurs reprises cette même année avec d'autres artistes. Il collabore une nouvelle fois avec Wildstylez puis Noisecontrollers pour composer la chanson Tonight. Dans un sondage effectué sur le site officiel de Q-Dance à la fin de 2013, Tonight est classée deuxième sur 1 000 chansons préférées par les fans. The Summer of Hardstyle, avec The Prophet, semble être un franc succès dans les soirées. La tournée Project One s'achève en Australie. Le duo fait de nombreuses dernières apparitions à Transmission, un événement musical organisé à Sydney et Brisbane.
En 2010, la popularité de Headhunterz et de la scène hardstyle grandissent à l'international ; en ces propres termes, 2010 est « une année où j'ai été beaucoup plus booké à l'international que dans mon pays. » Au début de 2010, Headhunterz a l'occasion de diriger la soirée X-Qlusive. Organisée le 30 janvier au Heineken Music Hall, d'Amsterdam, X-Qlusive:Headhunterz se compose de Wildstylez, The Prophet, Noisecontrollers et Brennan Heart qui se joignent à Headhunterz sur la scène principale,. Headhunterz décrit X-Qlusive comme la meilleure soirée organisée en 2010 :« c'était une soirée magnifique - aussi bien du point de vue carrière que vie privée. Je ne croyais pas que ça irait aussi loin. »Avant le début de X-Qlusive, Headhunterz annonce la sortie prochaine d'un second album, Studio Sessions. Publié le 8 mars 2010, Studio Sessions est un album de quinze pistes qui sont à la fois des mixes originaux, des collaborations, des edits d'anciennes chansons de Headhunterz et des remixes. La publication de l'album est suivie d'une tournée aux États-Unis, en Australie, en Russie, au Canada, et dans de divers lieux aux Pays-Bas. Pour la seconde année consécutive, Headhunterz compose l'hymne de Defqon.1, cette fois pour l'édition australienne de l'événement, intitulé Save Your Scrap for Victory. Headhunterz fait également sa première apparition dans le DJ Mag Top 100, à la 36e place. Cette même année, plusieurs artistes et groupes de hardstyle atteignent ce même classement dont Noisecontrollers, D-Block & S-te-Fan et Showtek.
Au début de 2011, Headhunterz est reconnu pour ses anciennes chansons lors des Hard Dance Awards, dans les catégories « meilleur DJ hard dance », « meilleur DJ à l'international » et « meilleure chanson » pour le titre Psychedelic. Il lance la même année son premier podcast mensuel, HARDwithSTYLE. Lancé le 27 mai 2011 sur iTunes, Soundcloud et YouTube, le podcast d'une heure est composé des chansons préférées du moment de Headhunterz. Headhunterz est encore une fois classé au DJ Mag, cette fois à la 17e place. Il fait paraître son EP From Within / The Message is Hardstyle, accueilli d'une manière mitigée.

### Sacrificeet Ultra Records (depuis 2012)
En 2012, Headhunterz fait paraître son troisième album studio Sacrifice le 15 mars. L'album de dix chansons est une compilation de toutes ses chansons composées en 2011 ; Headhunterz offre les profits à Dance4Life, une initiative internationale luttant contre le SIDA chez les jeunes âgés entre 13 et 19 ans. Hormis Sacrifice, Headhunterz compose et publie des remixes pour des artistes orientés house expliquant que « faire des remixes dans d'autres genres permet de mieux se construire dans notre propre genre... ça m'a permis de faire une meilleure approche du hardstyle et j'espère que certains fans apprécieront. » Il fait paraître son premier remix de Lessons in Love de Kaskade.
Headhunterz, en collaboration avec Wildstylez et Noisecontrollers, produit l'hymne de 2012 de Defqon.1, World of Madness. Headhunterz est encore une fois classé dans le DJ Mag à la 11e place.

## Discographie
| Singles                                                                              |
| ------------------------------------------------------------------------------------ |
| Headhunterz - From Within                                                            |
| Headhunterz feat. Wildstylez - Project One                                           |
| Headhunterz - Last of the Mohicanz (Qlimax DJ-Tool)                                  |
| Headhunterz - Hate It or Love It                                                     |
| Headhunterz - Power of the Mind (Qlimax 2007 Anthem)                                 |
| Headhunterz vs. Wildstylez - Blame It on the Music                                   |
| Headhunterz vs. Wildstylez - Blame It on the Editz (remix)                           |
| Headhunterz - Subsonic                                                               |
| Headhunterz - Digiwave                                                               |
| Headhunterz - Forever Az One                                                         |
| Headhunterz vs. DJ Tatanka - Call It Music                                           |
| Headhunterz - Rock Civilization                                                      |
| Headhunterz - Rock The Subsonic Civilization (mash-up)                               |
| Headhunterz - Speakafreak                                                            |
| The Prophet feat. Headhunterz - High Rollerz                                         |
| The Prophet feat. Headhunterz - Scar-Ur-Face                                         |
| Headhunterz vs. Abject - Scantraxx Rootz                                             |
| Headhunterz vs. Abject - End of My Existence                                         |
| Headhunterz - Victim of My Rage                                                      |
| Headhunterz - The Sacrifice                                                          |
| Headhunterz - Aiming 4 Ur Brain                                                      |
| Headhunterz - D-Tuned                                                                |
| Antifact - Astaloca (outro)                                                          |
| Antifact - The Path of Righteousness (Mixxed & Fixxed)                               |
| Headhunterz - Just Say My Name                                                       |
| Headhunterz - The Lost Soul                                                          |
| Headhunterz - A New Day                                                              |
| Headhunterz - The Fear of Darkness                                                   |
| Project One - Rate Reducer (Headhunterz Remix)                                       |
| Headhunterz - The Saifam Mashup                                                      |
| Headhunterz & Wildstylez vs. Noisecontrollers - Tonight                              |
| Headhunterz & Wildstylez vs. Noisecontrollers - Famous                               |
| Headhunterz - Megasound                                                              |
| Headhunterz - The Muzikal Revolution                                                 |
| Headhunterz - Woznotwoz                                                              |
| Headhunterz - Scrap Attack (DefQon 1 2009 Anthem)                                    |
| Proppy & Heady - The Summer of Hardstyle                                             |
| Builder - Her Voice (Headhunterz Remix)                                              |
| Headhunterz - Time to Rock                                                           |
| Brennan Heart - We Are Possessed (Headhunterz Remix)                                 |
| Headhunterz - Battle 2 The End                                                       |
| Headhunterz - Left Some Answerz                                                      |
| Headhunterz - Reloaded pt. 2                                                         |
| Headhunterz - Rock Civilization (Technoboy's Undersound Mix)                         |
| Headhunterz - The Sacrifice (Brennan Heart Remix)                                    |
| Headhunterz - Psychedelic                                                            |
| Headhunterz - Dreamcatcher                                                           |
| Headhunterz - Emptiness                                                              |
| Headhunterz & Brennan Heart - The MF Point of Perfection (Original Dubstyle Mix)     |
| Chuckie - Let The Bass Kick (Headhunterz Edit)                                       |
| Headhunterz - Hate It or Love It (Live Edit)                                         |
| Headhunterz vs. Wildstylez - Blame It On The Music (D-Block & S-Te-Fan Remix)        |
| Headhunterz & Wildstylez feat. Mc Villain - Stuck In Ur Head                         |
| Headhunterz - Forever Az One (Noisecontrollers Remix)                                |
| Proppy & Heady - The B-Side                                                          |
| Headhunterz - Subsonic (Hardbass Edit)                                               |
| Headhunterz - The Sacrifice (Evil Edit)                                              |
| Headhunterz & Noisecontrollers - The Space We Created                                |
| Headhunterz - Save Your Scrap For Victory (Defqon.1 AU Anthem 2010)                  |
| Headhunterz & Noisecontrollers - Robot's Dream                                       |
| Blutonium Boy - Make It Loud (Headhunterz Remix)                                     |
| Noisecontrollers - Shreek (Headhunterz Remix)                                        |
| Headhunterz - The Message Is Hardstyle                                               |
| Geek-O - It's what we are (Headhunterz remix)                                        |
| Headhunterz - Doomed                                                                 |
| Headhunterz - Dragonborn                                                             |
| Kaskade Ft Neon Trees - Lessons in Love (Headhunterz remix)                          |
| Headhunterz - Power of Music                                                         |
| Nicky Romero - Toulouse (Headhunterz remix)                                          |
| Zedd - Spectrum (Headhunterz remix)                                                  |
| Headhunterz Ft Miss Palmer - Now is the Time                                         |
| Zedd Ft Foxes - Clarity (Headhunterz remix)                                          |
| Headhunterz feat. Tatu - Colors                                                      |
| Headhunterz feat. Krewella - United Kids of the World                                |
| Headhunterz feat. Audiofreq - Breakout                                               |
| Flosstradamus Ft Casino - Mosh Pit (Headhunterz remix)                               |
| W&W & Headhunterz - Shocker                                                          |
| W&W & Headhunterz - We Control the Sound                                             |
| Hardwell & Headhunterz feat. Haris - Nothing Can Hold Us Down                        |
| Headhunterz - Once Again                                                             |
| Armin Van Buuren feat. Mr Probz - Another You (Headhunterz Remix)                    |
| Headhunterz & Crystal Lake - Live Your Life                                          |
| Headhunterz & Crystal Lake - Universe Is Ours                                        |
| Steve Aoki & Headhunterz - The Power of Now [Sortie le 12 octobre sur Ultra Records] |
| Headhunterz & KSHMR - Dharma                                                         |
| Headhunterz & Conro - Unique feat. Clara Mae                                         |
| Headhunterz - Landslide                                                              |
| Headhunterz - Destiny                                                                |
| Headhunterz - Oxygen                                                                 |
| Headhunterz - Amen                                                                   |
| Headhunterz - Orange Heart                                                           |
| Headhunterz - Home                                                                   |